# William Roerick

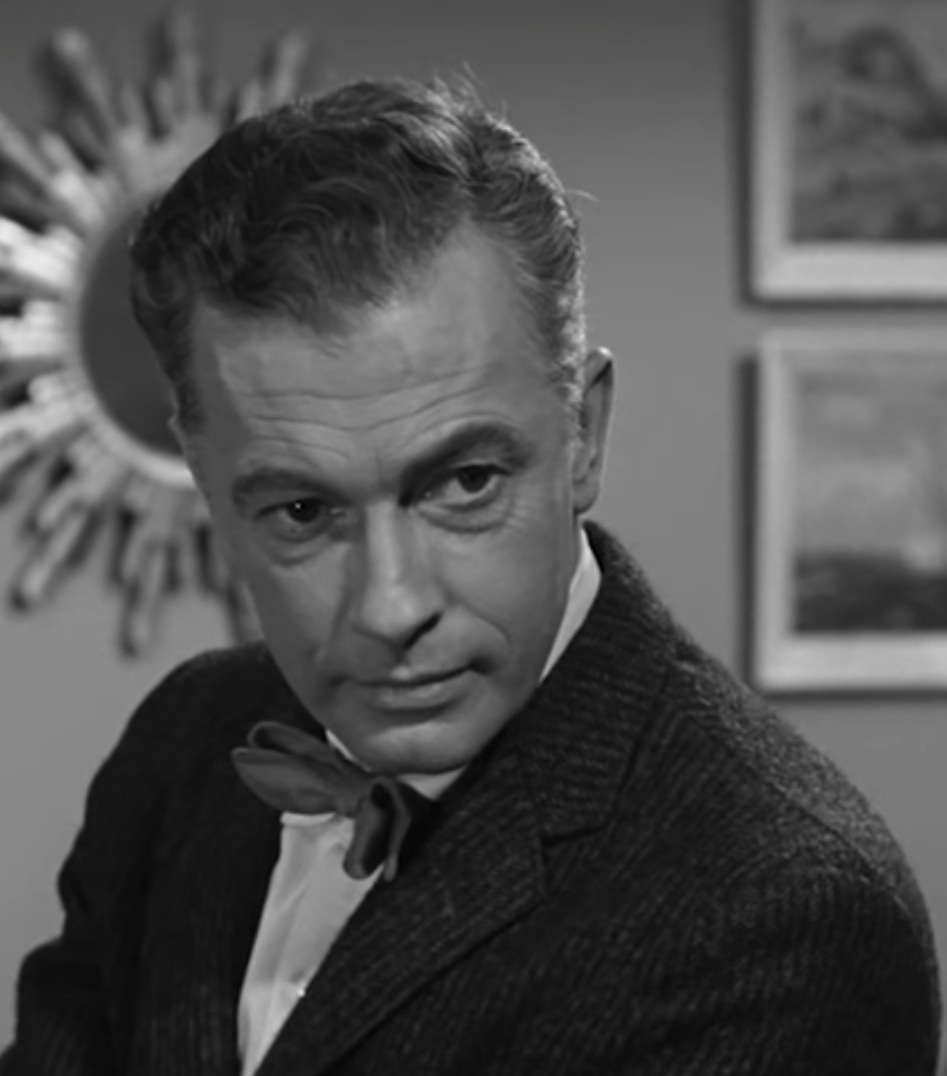
William Roderick 1959

William Roerick (* 17. Dezember 1911 in Hoboken, New Jersey als William Roehrich; † 30. November 1995 in Monterey, Massachusetts) war ein US-amerikanischer Schauspieler.

## Leben
Der Schauspieler begann seine Theaterkarriere 1936 mit "Hamlet" an der Seite von John Gielgud, Lillian Gish und Judith Anderson und mit Romeo und Julia zusammen mit Katharine Cornell. Erst 1953 trat er, in einer TV-Produktion, das erste Mal vor die Kamera. Es folgten zahlreiche Serien und wenige Filme.
In späteren Jahren hatte er noch mal einen großen Erfolg in der US-Soap Springfield Story, wo er von 1980 bis zwei Jahre vor seinem Tod 1995 den Henry Chamberlain darstellte.
William Roerick starb bei einem Autounfall.

## Filmografie (Auswahl)
- 1956: Schmutziger Lorbeer (The Harder They Fall)
- 1957: Gesandter des Grauens (Not of This Earth)
- 1957: Perry Mason (Serienepisode)
- 1958: Gale Storm Show (Serienepisode)
- 1959: Mike Hammer (Serienepisode)
- 1959: Die Wespenfrau (The Wasp Woman)
- 1968: Der schnellste Weg zum Jenseits (A Lovely Way to Die)
- 1971: Die Liebesmaschine
- 1973: Sergeant Madigan
- 1973: Der Tag der Delphine (Day of the Dolphins)
- 1975: 33 Grad im Schatten
- 1975: Die Kehrseite der Medaille (The Other Side of the Mountain)
- 1976: Demon (God Told Me To)
- 1978: Der Clan (The Betsy)
- 1980–1993: Springfield Story (Fernsehserie)